# Paíto
Martinho Martins Mukana, conhecido por Paíto (Maputo, 5 de julho de 1982) é um jogador de futebol moçambicano, na posição de defesa.

## Carreira
Já representou, em Portugal, o Sporting Clube de Portugal (épocas de 2003/2004, 2004/2005 e 2005/2006), Vitória de Guimarães (época de 2005/2006) e  Sporting Clube de Braga (época 2006/2007).
Marcou um dos melhores golos ao Sport Lisboa e Benfica.[carece de fontes?]
Paito integrou a Seleção Moçambicana de Futebol no Campeonato Africano das Nações de 2010.